# Reanna Solomon
Reanna Maricha Solomon (* 16. Dezember 1981 in Meneng; † 1. Juli 2022 in Denigomodu) war eine nauruische Gewichtheberin. Sie war Ozeanienmeisterin in der Klasse über 75 kg. Ihr Vater Ryke Solomon war 2003 Kandidat für das nauruische Parlament, wurde aber nicht gewählt.
Ihren größten Erfolg hatte Solomon an den Commonwealth Games 2002 in Manchester, bei welchen sie in ihrer Klasse über 75 kg zweimal Gold und einmal Bronze gewann. Für die Olympischen Spiele 2004 in Athen erhielt sie als Teilnehmerin eines IOC-Projektes eine Wildcard. Dabei erreichte Solomon in der Klasse über 75 kg den 11. Platz.
Reanna Solomon starb am 1. Juli 2022 als erste nauruische Person an den Folgen einer SARS-CoV-2-Infektion.